# Kuo-c’-ťien

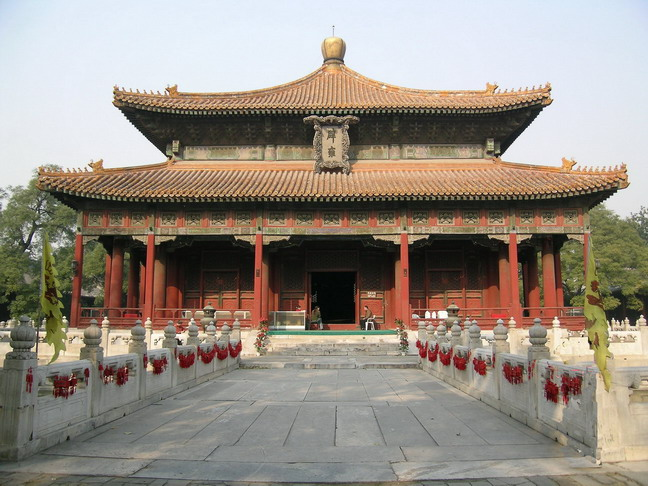
Jedna z hlavních budov v areálu univerzity Kuo-c’-ťien v Pekingu

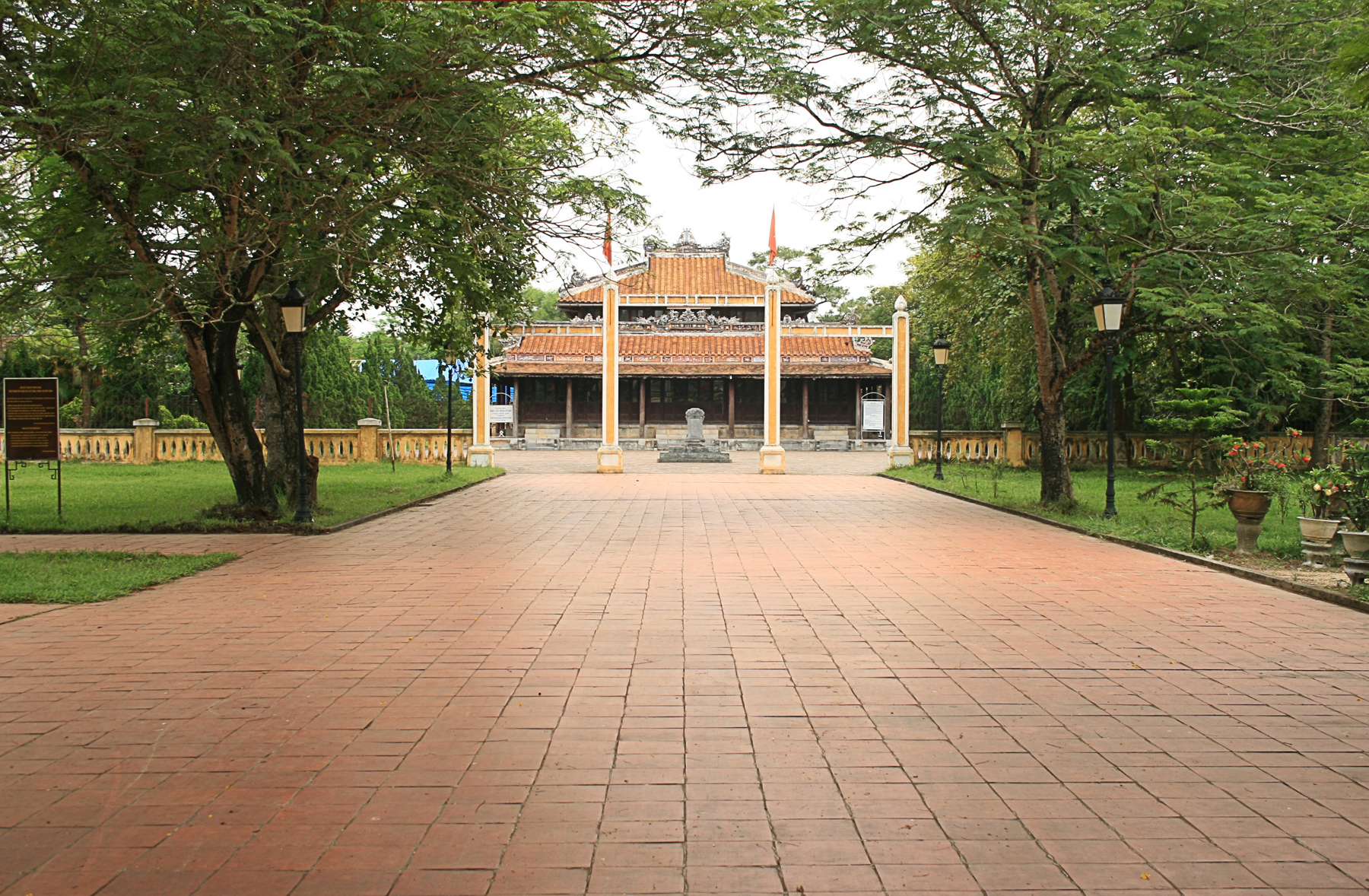
Vstup do Císařské akademie v Hue, Vietnam

Kuo-c’-ťien (čínsky pchin-jinem Guózǐjiān, znaky 國子監, doslova „Dozor synů státu“) byla v době od 6. do konce 19. století čínská vrcholná vzdělávací instituce. Vznikla v říši Suej, zachována byla i v říších Tchang, Sung, Jüan, Ming a Čching. Poskytovala nejvyšší vzdělání, založené na studiu konfuciánského kánonu a dozírala nad výukou v místních státních školách. Studovali na ní vesměs synové aristokracie a úředníků, postupně i nadaní synové z lidu.
Nečínskými autory je chápána jako univerzita či akademie, nebo jako úřad řídící několik škol. V závislosti na pojetí je Kuo-c’-ťien překládáno jako Univerzita, Národní univerzita, Univerzita synů vlasti, Státní kolej, Státní škola, Císařská akademie. V druhém pojetí pak název zní Ředitelství vzdělávání, nebo Dozor knížecích synů.
Ředitelství Kuo-c’-ťien dozíralo na několik (v sedmém století sedm) škol v hlavním městě, především Školu synů státu (Kuo-c’-süe), Vysoké učení (Tchaj-süe) a Školu čtyř bran (S’-men-süe), v některých dobách také dohlíželo na regionální a místní školy. Od sungské do jüanské doby probíhalo postupné spojování škol a v říších Ming a Čching fungovala pod ředitelstvím už jen jedna škola Kuo-c’-süe (zpravidla překládaná jako Státní univerzita). Jména Kuo-c’-ťien, Kuo-c’-süe i Tchaj-süe se pak běžně zaměňovala. Studentů výše zmíněných škol byly tisíce, říkalo se jim „studenti státní univerzity“ (kuo-c’-ťien šeng, krátce ťien-šeng). Počáteční účel škol byla příprava k úřední kariéře, od Sungů však tato cesta ke kariéře ztratila vážnost na úkor úřednických zkoušek.
Ve Vietnamu existovala analogická škola (Císařská akademie Quốc Tử Giám) počínaje dynastií Lý.

## Předchůdci
Předchůdcem a později složkou Státní univerzity Kuo-c’-ťien bylo Vysoké učení Tchaj-süe (čínsky pchin-jinem Tàixué, znaky 太學, doslova „Vysoké učení“, „Velké učení“), překládáno též jako Císařská akademie, Státní univerzita či Dvorská akademie, vzniklé v polovině druhého století př. n. l. v říši Chan.
S tím, jak za císaře Wu-tiho (vládl 140–87 př. n. l.) chanská vláda ve větší míře odvozovala svou legitimitu od civilizačních hodnot, kladla větší důraz na kulturu a vzdělanost, včetně vzdělání úředníků. Roku 124 př. n. l. Wu-ti přidělil 50 studentů k pěti učencům po-š’ (博士) úřadu Nejvyššího ceremoniáře (太常, Tchaj-čchang), aby se vzdělávali v konfuciánském kánonu. Tato skupina žáků a učitelů získala název Tchaj-süe, Vysoké učení, a přeměnila se v trvalou vzdělávací instituci. Z původně nevelké skupiny vzešel mnohatisícový ústav, za císaře Čcheng-ti (vládl 33–7 př. n. l.) měl 3000 studentů a stal se jedním z hlavních způsobů získávání úředníků. Vzkvétal i za Východních Chanů, po rozšíření roku 126 pojal na 30 tisíc studentů.
Už za Chanů se učení Tchaj-süe občas nazývalo Kuo-c’-süe (國子學, Škola synů státu). Za Jižních a severních dynastií se oba názvy střídaly jako oficiální. Postupně vzniklo několik škol nazývaných Tchaj-süe, Kuo-c’-süe, Kuo-süe, Škola čtyř bran (四門學, S’-men-süe). Určeny byly pro syny a příbuzné vysokých hodnostářů. Vláda říše Severní Čchi (550–577) školy vydělila z úřadu Nejvyššího ceremoniáře a seskupila je v nově zřízeném Dvoru vzdělávání (國子寺, Kuo-c’ s’).

## Ředitelství vzdělávání Kuo-c’-ťien

### Název

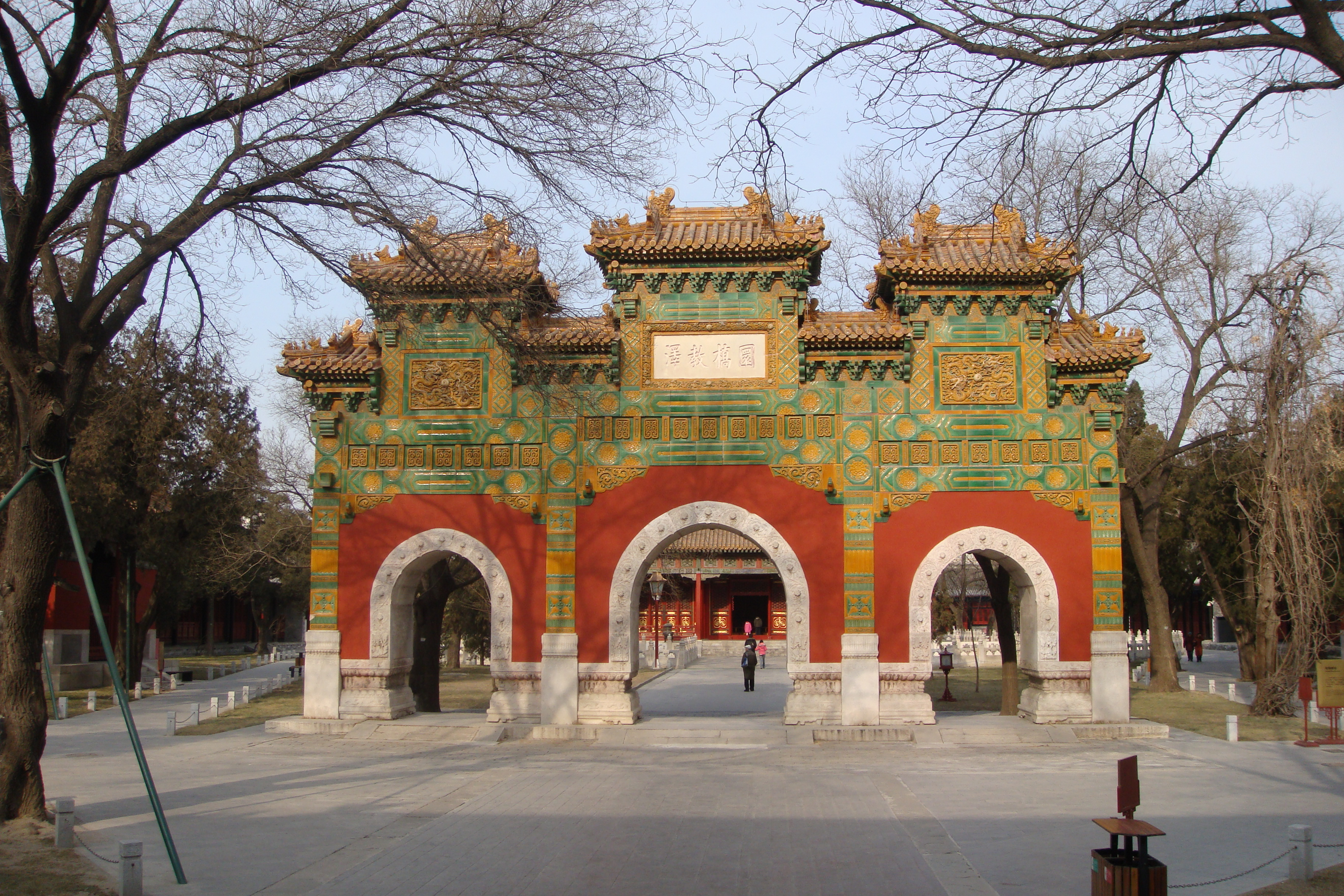
Brána do pekingského areálu univerzity Kuo-c’-ťien

Kuo-c’-ťien (čínsky pchin-jinem Guózǐjiān, znaky 國子監, doslova „Dozor synů státu“) je různými autory chápána buď jako akademie či univerzita rozdělená na fakulty, nebo jako úřad dohlížející na několik samostatných škol. V závislosti na pojetí instituce se různí i překlady názvu. Překládán je jako Univerzita, Národní univerzita, nebo (doslovněji a poetičtěji) Univerzita synů vlasti. Do češtiny též jako Státní kolej,, Císařská akademie, Státní škola. V druhém pojetí pak název zní Ředitelství vzdělávání, nebo Dozor knížecích synů.
Kuo-c’-ťien byl jedním ze čtyř úřadů suejské a prvním z pěti úřadů tchangské administrativy nazvaných ťien (監), což znamená dozírat, dívat se shora, držet pod dohledem a přeneseně kontrolovat, řídit, spravovat. V angličtině je ťien konvenčně překládáno jako directorate (tj. ředitelství), v ruštině надзор (dohled, dozor). Kuo-c’ (子監), synové (c’) státu (kuo) byli podle ruského sinologa Vjačeslava Rybakova spíše synové nositelů vysokých aristokratických titulů majících v názvu pojem kuo (země). Rybakov proto Kuo-c’-ťien překládá jako „Dozor knížecích synů“.
V čele Kuo-c’-ťien nestál ťien (監, správce) jako u ostatních ředitelství ťien nýbrž ťi-ťiou (祭酒, doslova „rozlévatel obětního vína“). Je-li Kuo-c’-ťien překládán jako „univerzita“, je jeho vedoucí analogicky považován za „kancléře“. V tchangské době měl vedlejší třetí hodnost, později za různých dynastií se jeho hodnost pohybovala mezi vedlejší třetí a vedlejší čtvrtou.
Studenti šeng (生) škol fungujících v rámci ředitelství Kuo-c’-ťien byli označováni za kuo-c’-ťien šeng, krátce ťien-šeng (監生).

### Vříši Suej a Tchang
Říše Suej zprvu od svých předchůdců převzala Dvůr vzdělávání Kuo-c’ s’. Kolem roku 605 byl reorganizován na Ředitelství vzdělávání Kuo-c’-ťien. S nástupem říše Tchang se úřad vrátil ke starému názvu, ale už roku 627 byl opět přejmenován na Kuo-c’-ťien. V letech 684–705 byl název ředitelství změněn na Čcheng-ťün ťien (成均監). Pod ředitelství spadalo několik škol, Kuo-c’-süe, Tchaj-süe a S’-men-süe převzaté od předchůdců Suejů, a nově vzniklé školy, v nichž se vyučovalo právo, kaligrafie a počítání.
Ředitelství Kuo-c’-ťien odpovídalo za největší část vzdělávání úředníků. Rovněž pořádalo úřednické zkoušky. V tchangském období mu podléhalo sedm škol. Nebylo však jediným úřadem poskytujícím vzdělání, další dva vzdělávací instituty byly součástmi jiných ústředních úřadů. Kromě toho vládní úřady pro lékařství, astronomii/astrologii a hudbu zajišťovaly výuku svých oborů vlastními silami. Existovaly i státní školy mimo ústřední úřady, při správě hlavních měst, vojenských oblastí, komanderií a okresů. Kromě ředitelství v hlavním městě tchangského státu, v Čchang-anu, existovalo od roku 661 druhé ředitelství Kuo-c’-ťien v pomocném hlavním městě Luo-jangu.
Školy řízené ředitelstvím Kuo-c’-ťien byly:
- Škola knížecích synů (國子學, Kuo-c’-süe);[29]
- Vysoké učení (太學, Tchaj-süe),[29] překládané též jako Císařská univerzita,[30][31] či Národní univerzita;[20]
- Institut hlubšího poznání slovesnosti (廣文館, Kuang-wen-kuan),[29] či Institut pro rozšíření literárních umění;[32]
- Institut čtyř bran (四門館, S’-men-kuan),[29] též jako Škola čtyř bran[9][14][30] (四門學, S’-men-süe);[9]
- Právní škola (律學, Lü-süe);
- Škola kaligrafie (書學, Šu-süe);
- Škola počítání (算學, Suan-süe).[29]

Škola knížecích synů Kuo-c’-süe vzdělávala syny a vnuky úředníků třetí a vyšší hodnosti, vévodů země (國公, kuo-kung) a pravnuky úředníků druhé hodnosti; měla 300 studentů a 24 učitelů. Učitelé měli vyšší hlavní pátou nebo vyšší vedlejší šestou hodnost. Studenti byli rozděleni do pěti skupin podle pěti knih konfuciánského kánonu. Ve skupině se vždy jedna kniha probírala do větší hloubky. Název této první a nejprestižnější školy přešel i do názvu nadřízeného úřadu.

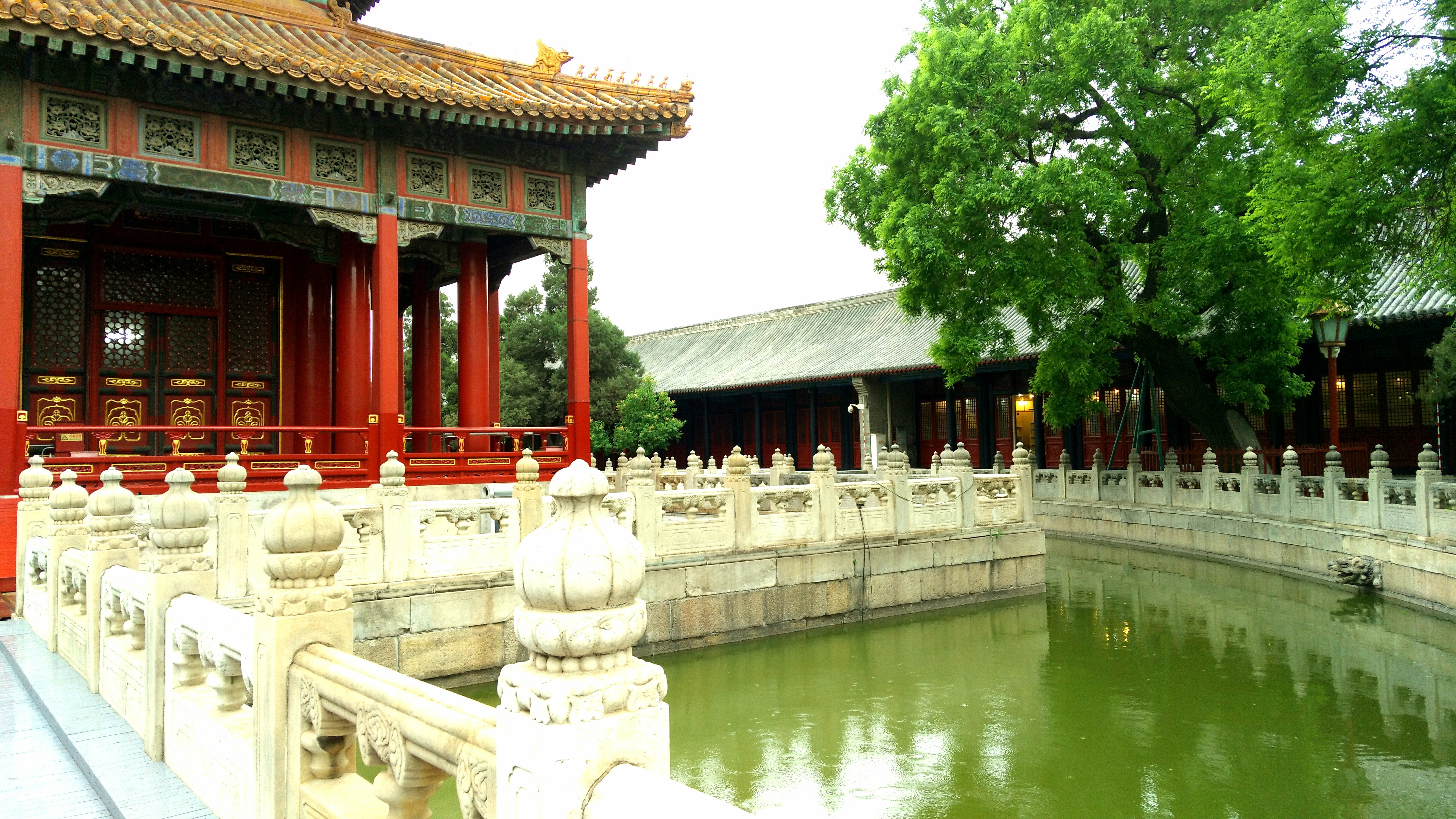
Areál univerzity Kuo-c’-ťien v Pekingu

Vysoké učení Tchaj-süe bylo druhé ve významu. Učili se zde synové a vnuci úředníků páté a vyšší hodnosti, vévodů komanderie (郡公, ťün-kung) a okresu (縣公, sien-kung) a také pravnuci úředníků vedlejší třetí hodnosti; mělo 500 studentů a 12 učitelů. Učitelé měli vyšší hlavní šestou nebo vyšší vedlejší sedmou hodnost. U druhé školy bylo přes vyšší počet studentů méně učitelů, v první škole byli totiž v průběhu doby přidáni, aby se u synů nejvyšší elity zajistila kvalita výuky.
Institut hlubšího poznání slovesnosti Kuang-wen-kuan připravoval studenty první školy na takzvané „doktorské“ zkoušky na hodnost ťin-š’ (進士). Měl 6 učitelů a 60 studentů, později (začátkem 9. století) přibylo 10 studentů v pobočce v Luo-jangu.
Institut čtyř bran S’-men-kuan byl určen pro vzdělávání synů úředníků sedmé a vyšší hodnosti, synů nositelů šlechtických titulů chou (侯), po (伯), c’ (子) a nan (男). Od roku 733 zde kromě 500 synů úředníků a aristokratů rovněž studovali synové osobně svobodných prostých lidí (庶人, šu-žen) doporučení správci prefektur a krajů a synové úředníků osmé a deváté hodnosti. Těchto žáků bylo 800, říkalo se jim „nadaní studenti“ (俊士生, ťün-š’-šeng), v kontrastu ke „studentům“ (生, šeng) pocházejících z řad aristokracie a vysokých a středních úředníků. Přítomnost nadání byla totiž u synů prostých poddaných vládnoucí elitou chápána jako něco neobvyklého, co je nutno zvláště zdůraznit. Začátkem 9. století měl Institut čtyř bran 300 studentů a 50 dalších v Luo-jangu. Institut měl 16 učitelů. Učitelé měli vyšší hlavní sedmou nebo vyšší vedlejší osmou hodnost.
Zatímco dosud uvedené školy zakládaly svou výuku na memorování a rozborech klasických konfuciánských knih s cílem vychovat úředníky s všeobecným přehledem schopné spravovat říši, následující školy vychovávaly specialisty pro nižší stupně úřední hierarchie. Ve všech třech níže uvedených školách studovali synové úředníků osmé a nižší hodnosti a nadaní synové vybraní z prostého lidu.
V Právní škole Lü-süe se učilo právním předpisům trestním, všeobecným i správním, probíraly se sbírky precedentů. Ve škole se učilo 50 studentů. Koncem říše Tchang (konkrétně v éře Jüan-che, 806—820) měla už jen 25 studentů, z toho 5 v Luo-jangu. Měla 4 učitele s nižší vedlejší osmou nebo nižší vedlejší devátou hodností.
Ve Škole kaligrafie Šu-süe se studenti učili psaní a významu tisíců znaků a krasopisu. Škola měla 30 studentů, později (v 9. století) 10 a 3 v Luo-jangu. Učitelé byli tři, dva s nižší vedlejší devátou hodností, třetí stál příliš nízko mezi úředníky, než aby měl úřední hodnost.
Škola počítání Suan-süe sloužila k výuce matematiky. Tři učitelé, se stejným postavením jako učitelé Školy kaligrafie, vyučovali 30 žáků, později 10 žáků a 2 v Luo-jangu.
Studium žáci začínali ve 14–19 letech věku, u Právní školy v 18–25, „nadaní studenti“ byli přijímáni až do 25 (podle čínského počítání, které přidává 1–2 roky k věku počítaném od narození). Během studia měli žáci každý desátý den volný. V pátém měsíci roku měli studenti volno pro polní práce a v devátém měsíci k zajištění zimního oděvu. Ti, jejichž rodiny bydlely dále než 200 li (cca 100 km), měli k volnu přidán čas na cestu domů. Koncem učebního roku proběhly zkoušky, v nichž učitelé zadali 10 otázek; kdo měl tři roky po sobě 5 a méně správných odpovědí nebo do devíti let (v právní škole do šesti) nesložil zkoušky na učenou hodnost, byl vyloučen. Žáci, kteří si osvojili dvě (resp. „nadaní žáci“ tři) kanonické konfuciánské knihy, postoupili ze Školy čtyř bran do Vysokého učení a z Vysokého učení do Školy knížecích synů. Ve školách úřadu Kuo-c’-ťien probíhala také výuka zahraničních studentů, kterých bylo v některých dobách přes 8 tisíc. Mezi zahraničními studenty byli příbuzní cizích panovníků, kteří přišli k Tchangům jako rukojmí, mnoho cizinců však přišlo dobrovolně se zájmem o vzdělání, vesměs z Koreje a Japonska. Někteří z nich se uplatnili i na vysokých místech tchangské společnosti a administrativy.

### Vříši Sung a Jüan
V říši Sung i nadále fungovala škola Kuo-c’-süe, Vysoké učení Tchaj-süe a Škola čtyř bran S’-men-kuan spravované úřadem Kuo-c’-ťien. Kvalita výuky však poklesla. V počátcích sungské doby zde studovali pouze synové aristokratů a úředníků sedmé a vyšší hodnosti. Tchaj-süe a Kuo-c’-süe prakticky splynuly, přičemž jejich 4000 studentů bylo rozděleno do 80 kolejí (齋, čaj). Škola sloužila jako zdroj úředníků, její absolventi byli jmenováni na nízké posty. Silně jim konkurovali absolventi úřednických zkoušek a s růstem významu zkoušek klesal i význam školy.
Wang An-š’ v rámci svých reforem začátkem 70. let 11. století Vysoké učení (či Státní univerzitu) oživil. Úřad Kuo-c’-ťien, který do té doby podléhal ministerstvu obřadů, získal samostatnost a zodpovědnost za vzdělávání na centrální i regionální úrovni. Podléhaly mu školy v metropoli i prefekturách a okresech, civilní i vojenské. Od počátku sungského období úřad vedl dohlížitel pchan-ťien-š’ (判監事), od roku 1080 opět ťi-ťiou. Úřadu podléhalo i vydavatelství publikující oficiální verze potřebné literatury.
Postupně od počátku 70. let rozšířené Vysoké učení mělo od roku 1079 2000 studentů ve vnější sekci Waj-še (外舍), 300 ve vnitřní sekci Nej-še (内舍) a 100 v nejvyšší sekci Šang-še (上舍). Po úspěšně složené zkoušce studenti postupovali do vyšší sekce, na závěr studia žáci skládali závěrečné zkoušky: úspěšní získali titul bakaláře (süe-š’), stejně jako absolventi prefekturních zkoušek. Wang An-š’ kladl důraz na praktickou výuku práva a lékařství. Jeho konečným cílem bylo nahrazení úřednických zkoušek studiem na univerzitě.
Za císaře Chuej-cunga (vládl 1100–1126) jeho hlavní ministr Cchaj Ťing v rámci znovuoživení Wang An-š’ho reforem reorganizoval vzdělávací systém v regionech i metropoli. Reformováno bylo i Vysoké učení, přičemž vznikly samostatné školy pro malířství, kaligrafii, lékařství a právo. Naopak paralelním úřadům Kuo-c’-ťien a školám k nim náležejícím ve vedlejších hlavních městech (v Luo-jangu, Šang-čchiou a Ta-mingu) byl status ponížen a staly se z nich na pobočky úřadu metropole.
Jako součást školy byly roku 1104 otevřeny nové učebny a koleje pro 3000 studentů, škola měla pak ve dvou odděleních 3800 studentů. Studenti byli ubytovaní po třiceti v kolejích, které sestávaly z centrální společenské místnosti a pěti pokojů určených pro spánek a studium. Výuka trvala dva roky ve vnější sekci a po roce ve vyšších sekcích. Současně byly zakládány školy s analogickou třistupňovou strukturou v prefekturách a okresech; roku 1104 studovalo na státních školách po celé zemi 210 tisíc mužů. V rámci reforem byly roku 1104 zrušeny úřednické zkoušky na úrovni prefektur a každá prefektura měla náhradou určený počet studentů, které mohla vyslat do škol. Přijetí do školy bylo podmíněno složením zkoušky, příbuzní úředníků však měli vstup automatický. Proti reformě se zvedla vlna námitek s tím, že nový systém zvýhodňuje bohaté a mladé, vláda ustoupila a roku 1121 na místní úrovni obnovila předreformní stav. Cchaj Ťing se reformou snažil o získání nových loajálních úředníků, ale zvětšené Vysoké učení se v desátých a dvacátých letech 12. století stalo ohniskem opozice proti jeho vládě.
Za jižních Sungů význam celého ředitelství klesl, paralelně se vzestupem soukromých akademií (šu-jüan), nicméně stále na něm studovalo cca 1000 posluchačů.
V říši Jüan bylo ředitelství Kuo-c’-ťien se školou Kuo-c’-süe podřízeno Akademii nejzasloužilejších učenců (Ťi-sien jüan). Od roku 1267 existovalo i Mongolské ředitelství vzdělávání (蒙古國子監, Meng-ku kuo-c’-ťien), které pod dohledem Akademie Chan-lin řídilo Mongolskou školu synů státu (Meng-ku kuo-c’ süe, 蒙古國子學). Škola vyučovala syny mongolských vysoce postavených hodnostářů a připravovala je na zkoušky. V čele Mongolského ředitelství vzdělávání stál ředitel studií (s’-jie), od roku 1292 kancléř ťi-ťiou a dva s’-jie.

### Vříši Ming a Čching

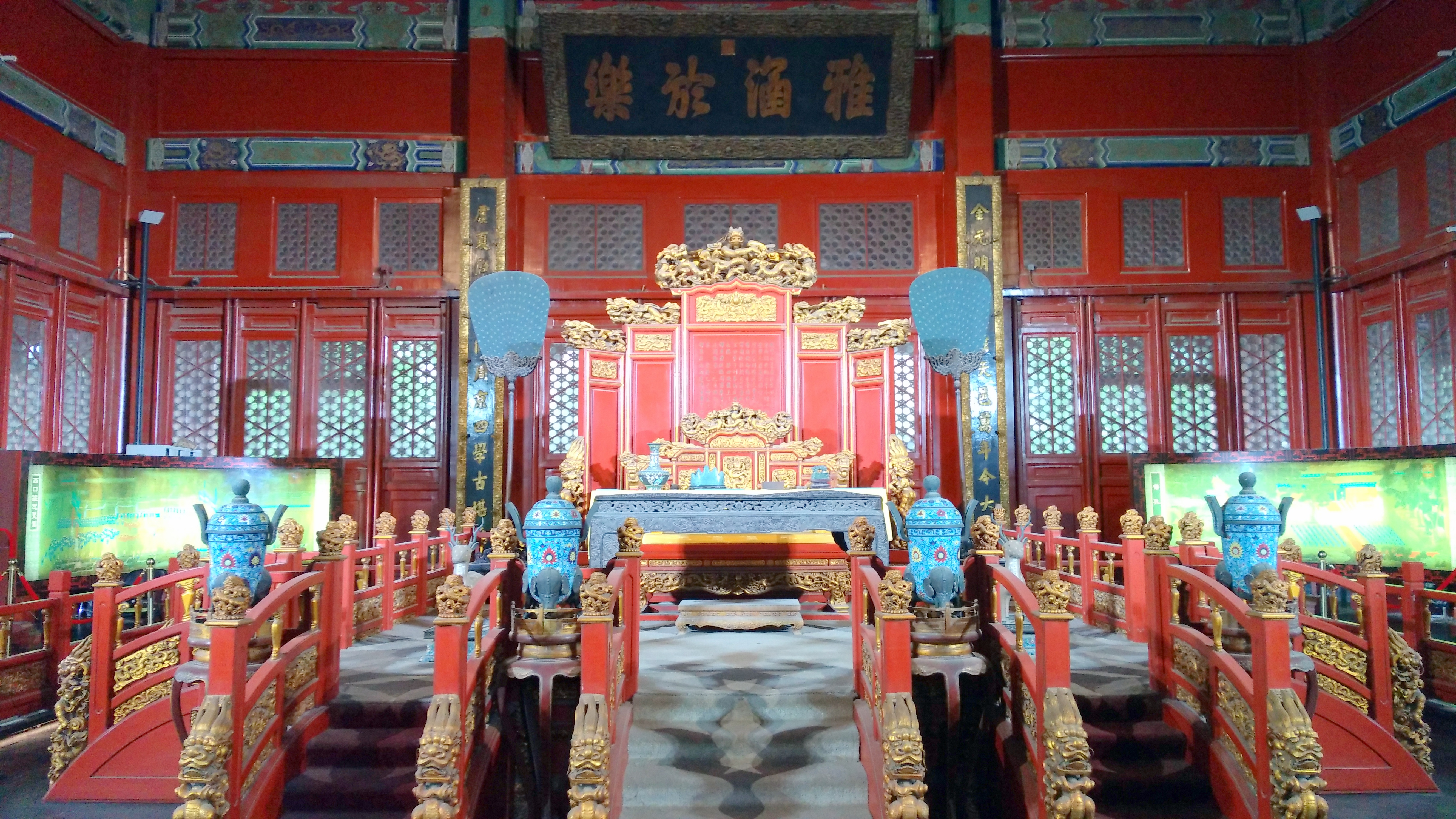
Přednášková síň univerzity Kuo-c’-ťien v Pekingu

V říši Ming v ředitelství Kuo-c’-ťien fungovala pouze jedna škola, Kuo-c’-süe; názvy Kuo-c’-ťien, Kuo-c’-süe i neoficiální Tchaj-süe jsou zaměnitelné a překládány jako Státní univerzita, Národní univerzita či Imperiální škola Ředitelství a škola byly založeny roku 1367, současně s akademií Chan-lin.
Univerzita řídila vzdělávací politiku ve státních školách v regionech; navíc vzdělávala studenty. V 70. letech 14. století měla několik tisíc studentů a byla významným zdrojem úředníků pro státní aparát (ostatek byl jmenován na základě doporučení). Umístěna byla v tehdejším hlavním městě říše Nankingu. Po přesunu metropole do Pekingu roku 1421 se přesunula i univerzita.
V Nankingu zůstal zbytek školy, zvaný Nan-ťien, ovšem s mizivým významem. Byl zapojen do správy nankingské oblasti (Nan č’-li).
V mingské době na Státní univerzitu postupovali po přezkoušení akademiky z akademie Chan-lin studenti (kung-šeng) z regionů. Přímo zde mohli studovat synové vysoce postavených a zasloužilých hodnostářů, zejména, pokud jejich otcové zahynuli ve službách státu. Přecházeli sem rovněž neúspěšní kandidáti palácových (to jest nejvyšších) úřednických zkoušek.
Absolventi mohli být jmenováni na úřednická místa, ale po roce 1440 mohli s úspěšnou kariérou počítat takřka výhradně absolventi úřednických zkoušek; univerzitní studenti je proto také skládali a univerzitní studium fungovalo jako příprava na zkoušky. Počínaje érou Jung-le tvořili studenti univerzity 52 % z úspěšných absolventů palácových zkoušek. Po roce 1450 si bylo možno právo na studium koupit, kupování studia se však nerozšířilo a možnost byla využívána jen k zakoupení hodnosti a s ní spojené prestiže.
Ředitelství Kuo-c’-ťien a škola Kuo-c’-süe přetrvala i nástup dynastie Čching. V čele ředitelství stál velký kancléř-dohlížitel kuan-li ťien-š’ ta-čchen (管理監事大臣) a dva kancléři ťi-ťiou (Mandžu a Číňan). Studenti byli rozděleni mezi šest kolejí (堂, tchang). Ředitelství a školy byly zrušeny až v závěru čchingské vlády. Roku 1898 většinu jejich úkolů převzala Císařská univerzita v Pekingu, později známá jako Pekingská univerzita; ředitelství zaniklo roku 1907, kdy dohled nad školami v Číně přešel na ministerstvo vzdělání (學部, süe-pu).

### Umístění, pekingský areál
Ředitelství Kuo-c’-ťien a jeho školy byly umístěny v hlavním městě té které říše, v metropolích říší Suej a Tchang Čchang-anu a Luo-jangu; sungských hlavních městech Kchaj-fengu a později Chang-čou. Od roku 1306 i v říši Jüan v Pekingu. V říši Ming fungovaly dvě školy v obou metropolích – Pekingu i Nankingu. V říši Čching také existovaly dvě školy, v Pekingu a v Čchang-ša.
Pekingský areál univerzity Kuo-c’-ťien leží ve stejnojmenné ulici v obvodu Tung-čcheng a je významnou kulturní památkou. Škola zde sídlila od roku 1306, většina jejích budov však pochází z mingského období.

### Ve Vietnamu
V souvislosti s přejímáním čínských kulturních a správních vzorů byla analogická škola založena i ve Vietnamu. Roku 1070 byl v Hanoji, hlavním městě Vietnamu, postaven Chrám literatury (Văn Miếu) zasvěcený Konfuciovi. O několik let později, roku 1075, byly vyhlášeny první úřednické zkoušky a následující rok byla při Chrámu literatury zřízena Akademie synů státu (Quốc Tử Giám). V akademii studovali členové vládnoucí dynastie Lý a synové aristokratů, později přijímala také úspěšné absolventy regionálních škol. Cílem studia bylo vychování konfuciánsky orientovaných elit spravujících vietnamský stát.
Akademie fungovala do roku 1802, kdy bylo hlavní město přeneseno do Hue ve středním Vietnamu.